# Sigfrid Lundberg
Ernst Sigfrid Lundberg (15 de fevereiro de 1895 — 19 de maio de 1979) foi um ciclista sueco que participava em competições de ciclismo em estrada.

## Carreira
Competiu nos Jogos Olímpicos de Verão de 1920 em Antuérpia, onde fez parte da equipe sueca que conquistou a medalha de prata no contrarrelógio por equipes. Os outros ciclistas da equipe foram Harry Stenqvist, Ragnar Malm e Axel Persson. Individualmente, foi o vigésimo segundo colocado.
Participou de dez campeonatos nacionais e venceu pelo menos cinco títulos por equipes.